# Hyponiem
Een begrip A is een hyponiem van een begrip B als de verzameling van alle A een deelverzameling is van de verzameling van alle B (doorgaans een strikte deelverzameling). Een andere formulering is dat A species van het genus B is, of dat A een soort B is.
De term komt van het Oudgrieks ὑπό, hupo, "onder" en ὄνυμα, onuma, "naam", dat "onder(liggende) naam" betekent.
Het tegenovergestelde van een hyponiem is een hyperoniem: deze term wordt gebruikt als een woord juist een ruimere betekenis heeft dan een ander woord. 

## Voorbeelden
- Reu is een hyponiem van hond en hond is een hyperoniem van reu.
- Driehoek is een hyponiem van veelhoek.
- Rood, wit en blauw zijn hyponiemen van kleur.
- prefix en suffix zijn hyponiemen van adfix, adfix is een hyponiem van affix en affix is een hyponiem van morfeem.
- Zo kan een hyponiem zelf ook nog eens een hyperoniem zijn, bijvoorbeeld: brood is een hyponiem van voedingswaren, maar brood is dan weer een hyperoniem van stokbrood.

Interessant zijn ook gevallen van schijnbare hyponiemen, die dat in werkelijkheid toch niet zijn:
- Een "voormalige president" is niet een soort president: hij is helemaal geen president meer.
- Een "valse Picasso" is niet een soort Picasso, maar een schilderij dat door iemand anders is geschilderd, de vervalser.

Voor sommige combinaties (A,B) waarbij A een hyponiem is van B is het ongebruikelijk om een A een B te noemen, bijvoorbeeld bij de combinatie (vierkant, rechthoek): men zal zelden zeggen dat een schaakbord rechthoekig is (behalve bij het bespreken van het begrip hyponiem). Als van een specifiek voorwerp wordt gezegd dat het rechthoekig is, wordt daarom meestal bedoeld 'rechthoekig, maar niet vierkant'.

## Taalkunde
Het kenmerk hyponymie is voor taalkundigen en vertalers van belang in de taxonomie, de woordsemantiek en bij het vertalen. Een gedetailleerdere beschrijving staat in het artikel hyperoniem.